# Handebol
Handebol (deutsch Handball) ist ein brasilianischer Kurzfilm von Anita Rocha da Silveira aus dem Jahr 2010. In Deutschland feierte der Film am 7. Mai 2011 bei den Internationalen Kurzfilmtagen in Oberhausen Premiere.

## Handlung
Bia ist ein Mädchen im Teenageralter mit einer Vorliebe für Rock, Handball und Blut. Der Film erzählt in kurzen Ausschnitten ihr Leben zwischen sportlichem Engagement und vampiristischen Affinitäten. Er beleuchtet dabei die Brutalität von Konkurrenz und dass der Sport manchmal zwar die Brutalität von der Straße holt, dafür aber auf das Spielfeld bringt.

## Kritiken
„Für seinen melancholischen und unbeirrbaren Blick auf das Leben eines Teenagers und die leicht unwirkliche Atmosphäre, die von Anfang bis Ende fesselnd bleibt.“

## Auszeichnungen
Belo Horizonte International Short Film Festival 2010
- Jury Award – Best Brazilian Film

Rio de Janeiro International Short Film Festival 2010 – Curta Cinema
- Jury Prize

Rencontres Cinémas d’Amérique Latine 2011
- Mention Spéciale

Internationale Kurzfilmtage Oberhausen 2011
- FIPRESCI-Preis